# Oszkár Asbóth

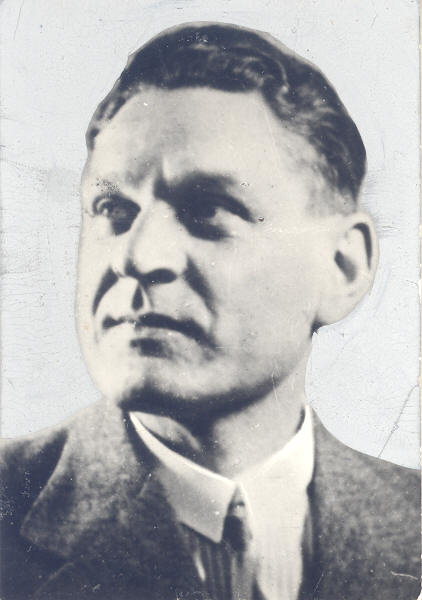
Oszkár Asbóth

Oszkár Asbóth (* 31. März 1891 in Pankota, Ungarn; † 27. Februar 1960 in Budapest) war ein ungarischer Ingenieur und Luftfahrtpionier.
Asbóth studierte in Arad, Szabadka und Wiener Neustadt. Im Jahr 1915 stieß er zum k.u.k. Flugarsenal in Fischamend. Ab dem Jahr 1916 leitete er die Propellerfertigung. 1917 wurde Asbóth innerhalb der UFAG Direktor der Luftschrauben Fabrik GmbH, wo er bereits die ersten Hubschraubermodelle entwarf, wovon einer zum Patent angemeldet wurde.
In den Jahren 1928 bis 1931 baute Asbóth mit bescheidensten Mitteln vier bemannte Hubschrauber. Mit den Modellen führte er 182 Versuchsflüge durch, die insgesamt 29 Stunden Gesamtflugdauer umfassten. Es waren dies die ersten Hubschrauber Ungarns. Das vierte Modell, der AH 4 hatte einen 130 PS (96 kW) starken Motor als Antrieb für den Rotor und den Heckrotor. Der Hubschrauber hatte eine Masse von 410 kg. Die Steiggeschwindigkeit war 2 Meter pro Sekunde. Er erreichte eine Höhe von über 30 Meter.